# أليس م. باتشلدر
أليس م. باتشلدر (بالإنجليزية: Alice M. Batchelder) (و. 1944 – م)هي محامية، وقاضية من الولايات المتحدة الأمريكية . ولدت في ويلمنتجون، ديلاوير .

## التعليم
تعلمت في جامعة أوهايو وسلين، وجامعة فرجينيا.